# Куртенер, Анастасия Михайловна
Анастаси́я Михайловна Куртенер (урождённая — Помяло́ва; 3 марта (16 марта) 1916, с. Рогачёво ныне Дмитровского района Московской обл. — 6 февраля 2004, Новосибирск) — советская оперная певица (сопрано), педагог. Заслуженная артистка РСФСР (1955).

## Биография
Окончила Московское музыкально-театральное училище имени А. К. Глазунова. В 1940—1944 г. пела в хоре и была солисткой театра оперетты и Музыкального театра Всероссийского театрального общества (ВТО). Одновременно училась в Московской государственной консерватории (1942—1944), выезжала на фронт в составе бригад ВТО и фронтового музыкального театра.
В 1944 году получила приглашение И. А. Зака, главного дирижера готовящегося к открытию Новосибирского театра оперы и балета, стала солисткой этого театра и выступала в нём до 1960 года.
На афишах театра её имя писалось как "Наталья Куртенер". Среди исполненных ею партий: Лиза ("Пиковая дама" П. И. Чайковского), Баттерфляй ("Мадам Баттерфляй" Дж. Пуччини), Одарка ("Запорожец за Дунаем" С. Гулака-Артемовского), Леонора ("Трубадур" Дж. Верди), Ярославна ("Князь Игорь" А. Бородина) и др. 
Выступала на одной сцене с И. С. Козловским ("Дубровский", "Евгений Онегин"), М. О. Рейзеном ("Русалка"), П. Г. Лисицианом ("Аида").
В 1955 году выступала на сцене Большого Театра в г. Москве во время гастролей Новосибирского театра оперы и балета, исполняла партию Ядвиги Запольской в опере Н.А. Римского-Корсакова "Пан Воевода", партию Эммы в опере М.П. Мусоргского "Хованщина" .
Участвовала в записи пластинок, среди известных записей - Сцена и дуэт Леоноры и ди Луна из 4 действия оперы Дж. Верди "Трубадур" (Н. Куртенер и Л. Петров, оркестр Новосибирского государственного театра оперы и балета, дирижер А. Жоленц, 1956 г.; № 025840-1).
С 1958 по 1974 г.г. преподавала на кафедре сольного пения Новосибирской Государственной консерватории. Руководила студенческим научно-творческим обществом вокального факультета.
Выступала в периодической печати с рецензиями и обзорами музыкальных событий.
Умерла 6 февраля 2004 года в Новосибирске. Похоронена на Заельцовском кладбище.

## Некоторые публикации
- Куртенер Н. Обретая крылья: [О первом Всесоюзном фестивале самодеятельного художественного творчества трудящихся] // Советская культура. - 1975. -16 сентября.- С.3[12].
- Куртенер Н. С улыбкой о прошлом: [О муз. комедии  А. Журбина "Пенелопа" , которой открылись гастроли Краснояр. театра муз. комедии в Новосибирске] // Веч. Новосибирск .- 1981.-14 июля.- С.4[13].
- Куртенер Н. Зал отвечает аплодисментами: [О постановке оперы "Отелло" Новосибирского театра оперы и балета] // Советская культура. - 1982. - 22 июня.- С.4[14].

## Родственники
Российская пианистка Ольга Соловьёва является внучатой племянницей А.М. Куртенер.